# Гасанов, Вугар Тевекгюль оглы
Вугар Тевекгюль оглы Гасанов (азерб. Həsənov Vüqar Təvəkgül oğlu; род. 1972) —  судья Верховного суда Азербайджана.

## Биография
Родился в 1972 году. В 1996 году окончил юридический факультет Бакинского государственного университета.
С 1997 по 2000 год являлся секретарём по гражданским делам Хатаинского районного суда г. Баку.
С 2000 по 2008 год являлся старшим советником Наримановского районного суда г. Баку.
С 6 августа 2008 года по 2013 год являлся судьёй Бинагадинского районного суда г. Баку.
С 6 августа 2013 года по 2020 год являлся судьёй Бакинского Апелляционного суда, председателем коллегии по административным делам.
Судья коллегии по гражданским делам Верховного суда Азербайджана (с 5 мая 2020).

## Награды
- Медаль «Прогресс» (11 февраля 2023)[4]